# Formica argentea
Formica argentea es una especie de hormiga del género Formica, familia Formicidae. Fue descrita científicamente por Wheeler en 1912.
Se distribuye por Canadá, México y los Estados Unidos. Se ha encontrado a elevaciones de hasta 3395 metros. Vive en microhábitats como rocas, piedras y forraje.